# هاينز وارد
هاينز وارد (بالإنجليزية: Hines Ward)‏ هو صاحب مطعم أمريكي، ولد في 8 مارس 1976 في سول في كوريا الجنوبية.

## وصلات خارجية
- الموقع الرسمي
- هاينز وارد على موقع إي إس بي إن.كوم (أن.أف.أل)3
- هاينز وارد على موقع مرجع كرة القدم المحترفة.كوم (الإنجليزية)
- هاينز وارد على موقع قاعة جورجيا للمشاهير الرياضية (مؤرشف) (الإنجليزية)
- هاينز وارد على موقع IMDb (الإنجليزية)
- هاينز وارد على موقع إن إن دي بي (الإنجليزية)
- هاينز وارد على موقع قاعدة بيانات الفيلم (الإنجليزية)